# Hermann Cohen
Hermann Cohen (4. července 1842 Coswig – 4. dubna 1918 Berlín) byl německý židovský filosof, představitel novokantovství.

## Biografie
Cohen se narodil v ortodoxní židovské rodině a studoval nejprve na rabínské škole ve Vratislavi (Breslau), pak filosofii v Berlíně a v Halle. Roku 1871 vydal spis Kantova teorie zkušenosti. Spolu s P. Natorpem založil novokantovskou filosofii v Marburgu, kde byl v letech 1876–1912 profesorem filosofie. Vydal nejprve dvě knihy o dalších Kantových Kritikách a potom tři svazky vlastního – i když na Kantovi závislého – systému: Logiku čistého poznání, Etiku čisté vůle a Estetiku čistého citu. Napsal také řadu článků o otázkách judaismu, zejména o „etickém monoteismu“: biblický Bůh není součástí světa jako pohanské modly; není tedy předmětem zkoumání, nýbrž tím, kdo po člověku vyžaduje etické jednání. V roce 1912 odešel na Vysokou školu pro studium judaismu v Berlíně a napsal práci Náboženství rozumu z pramenů judaismu, která vyšla posmrtně v roce 1919.
Mezi Cohenovy významné žáky a dědice patřili Franz Rosenzweig, Ernst Cassirer, Nicolai Hartmann, José Ortega y Gasset a Władysław Tatarkiewicz.